# Acció Perifèrica
Acció Perifèrica es una librería de temática LGBTI situada en el distrito de Nou Barris de Barcelona. Abrió sus puertas al público en junio del 2022, coincidiendo con el Mes del Orgullo, con 450 títulos disponibles y especializada en transfeminismo y diversidad sexual y de género.

## Historia
Fue fundada por el activista de Torre Barón José Antonio Martínez Vicario con la intención de sensibilizar y difundir material sobre diversidad sexual y de género. El establecimiento elabora talleres y formaciones, sobre todo de cara a las personas jóvenes. También le motivó a poner en marcha el proyecto la descentralización de este tipo de establecimientos, que existían solo en el barrio de Sants y en el centro de Barcelona. 
Con la librería, se pretende llenar el vacío de referentes LGBTI que no se tuvieron en décadas pasadas.  La militancia activa de sus padres reforzó su deseo de hacerlo: de hecho, el logo fue elegido por su madre tres días antes de su muerte. 
En el mismo 2022, la librería Acció Perifèrica participó en el Orgullo de Trini el 16 de julio y recibió la subvención municipal Impulsem el que fas de Barcelona Activa . 